# Imagen caligráfica (Manderscheid)
Imagen caligráfica (en alemán: "schrëftbiller") es un tinta china de Roger Manderscheid, realizada en 1998.   

## Descripción
La pintura es una tinta china con unas dimensiones de 47.5 x 62.5 centímetros. Es en la colección del Centro Nacional de Literatura, en Luxemburgo. 

## Análisis
Los "schrëftbiller" de Roger Manderscheid son la caligrafía como imagen. El pintor-autor Roger Manderscheid los llamó "música para los ojos".

## Europeana 280
En abril de 2016, la pintura Imagen caligráfica fue seleccionada como una de las diez más grandes obras artísticas de Luxemburgo por el proyecto Europeana.